# Zelejowa w Łąkach
Zelejowa w Łąkach – część miasta Chęciny, położona w województwie świętokrzyskim w powiecie kieleckim w gminie Chęciny.
W latach 1975–1998 miejscowość administracyjnie należała do województwa kieleckiego.